# 葉在琦
叶在琦（1866年—1906年），字肖韩，号稚愔、又号穉愔，福建闽县人。清末官员、诗人。
光緒十二年（1886年）丙戌科三甲進士。同年五月，改翰林院庶吉士。光緒十五年四月，散館，授翰林院檢討。历官監察御史。光緒十七年，任貴州學政。光绪二十七年(1901年)，全闽大学堂创办，任学堂监督。
光绪三十二年(1906年)，叶在琦去世。
叶在琦工诗，有《稚愔诗钞》。《晚晴簃诗汇》收其诗作。